# Vasile Tiță
Vasile Tiță (n. 21 februarie 1928, București, România – d. 23 iunie 2013, București, România) a fost un boxer român, laureat cu argint la Helsinki 1952. În cariera de pugilist s-a întâlnit cu boxerii Floyd Patterson și László Papp, pierzând în fața ambilor prin K.O.